# Batak Karo

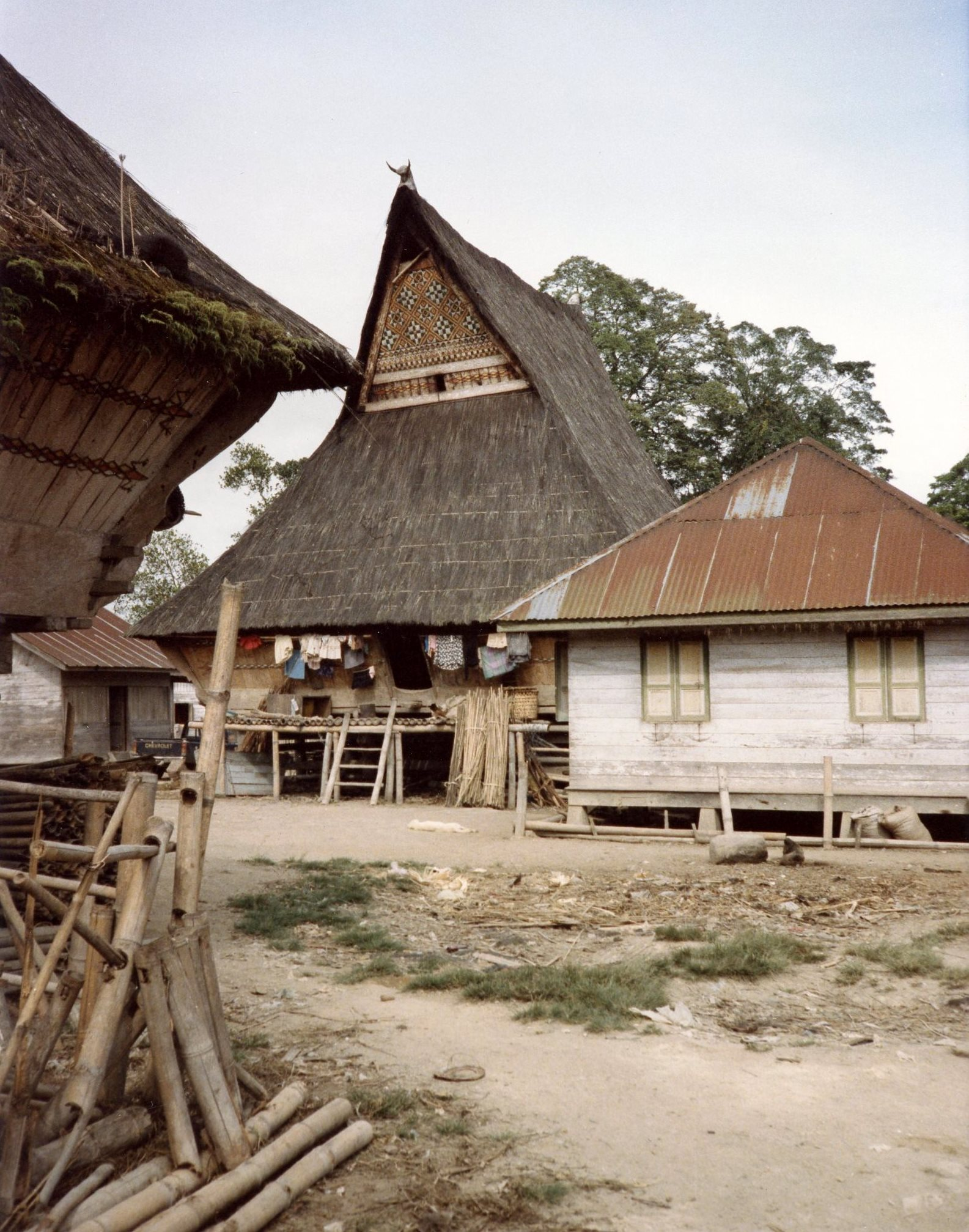
Maison batak karo dans le village de Lingga

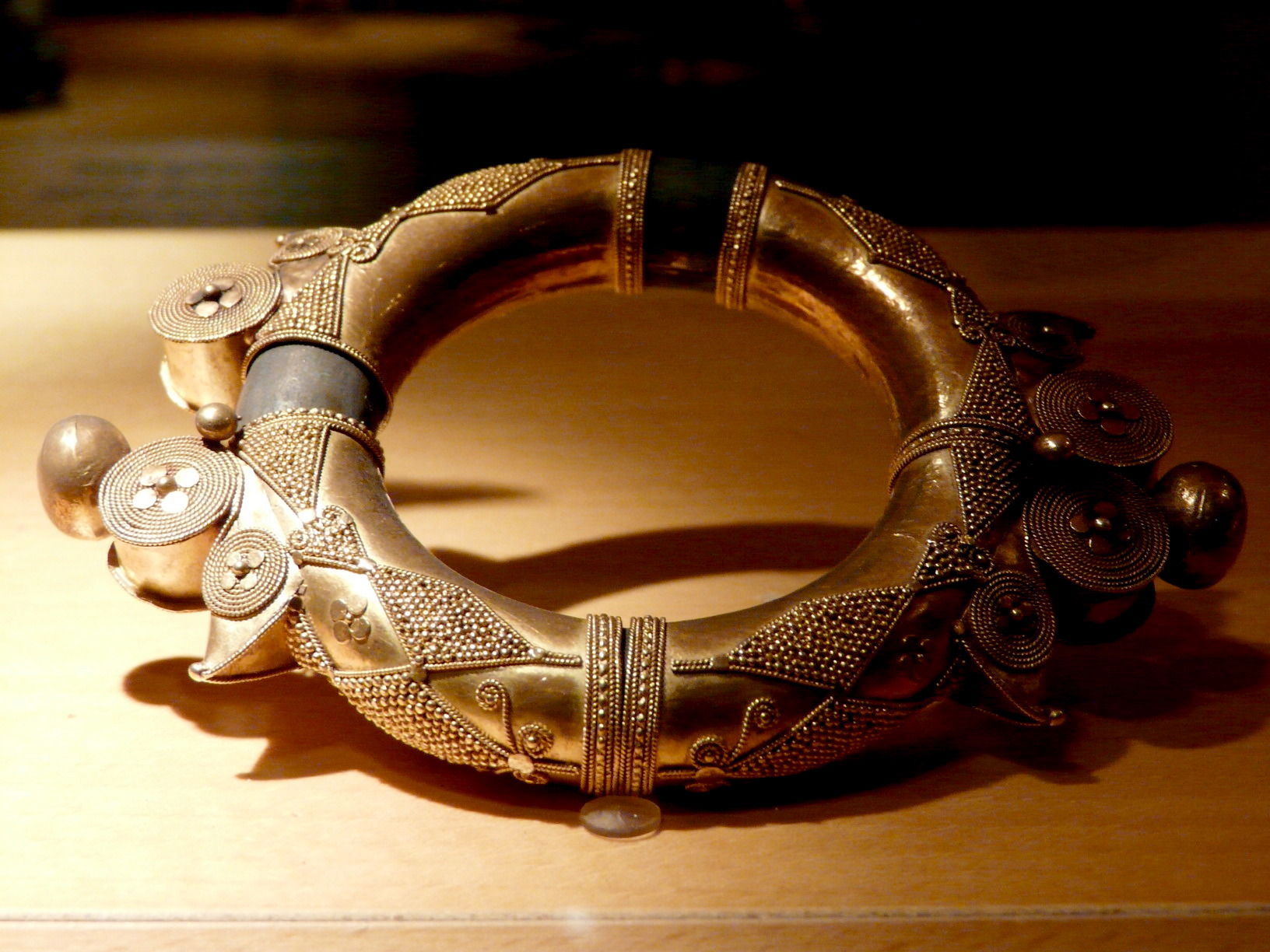
Bracelet karo exposé au Tropenmuseum d'Amsterdam (début du XXe siècle)

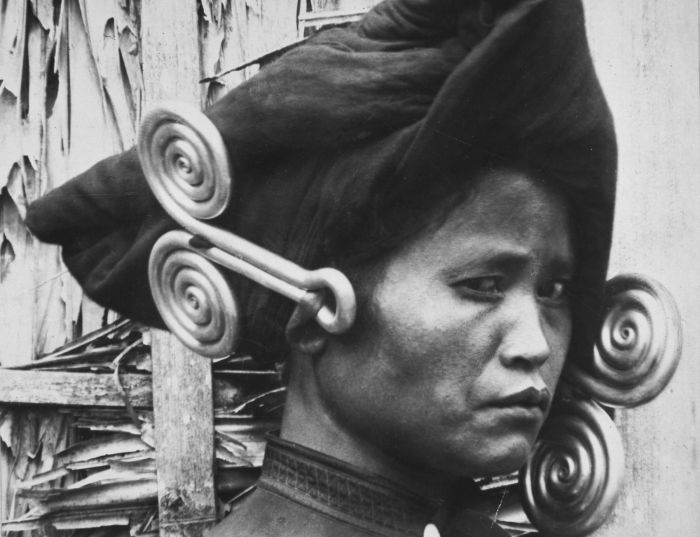
Femme karo portant des boucles d'oreille en forme de spirale padung-padung

Les Batak Karo sont un des groupes batak, une population du nord de l'île indonésienne de Sumatra. Ils étaient environ 600 000 en 1991. Ils habitent la région à l'ouest et au nord-ouest du lac Toba et parlent le batak karo.